# Jean Pagé
Pour les articles homonymes, voir Pagé.
Jean Pagé, né le 8 mars 1946 à Chicoutimi et mort le 9 décembre 2019 à Morin Heights, est un journaliste sportif québécois. Il est surtout connu pour avoir été animateur à La Soirée du hockey à Radio-Canada ainsi qu'à l'émission 110% sur le réseau TQS.

## Biographie

### Jeunesse et études
Jean Pagé est né à Chicoutimi, quatrième enfant de Roméo Pagé et d'Aline Fortin. Il fait ses études secondaires au Petit Séminaire de Chicoutimi, puis complète un baccalauréat en science politique à l'Université Laval.

### Carrière
Grâce à un ami, Jean Pagé est engagé à l'âge de 18 ans par la station de radio CJMT (en) de Chicoutimi comme lecteur de nouvelles. Il garde cet emploi d'été et de fin de semaine durant toutes ses études. Après avoir quitté l'antenne pendant quelques mois, il rencontre par hasard Jacques-Henri Gagnon, alors un des patrons de Radio-Canada à Québec, qui l'invite à passer une audition puis l'engage aussitôt comme animateur aux nouvelles sportives, d’abord à la station de radio CBV, puis quand un poste est disponible, à la télévision de CBVT. Nous sommes en 1973.
Il fait partie de l'équipe de Radio-Canada qui couvre les Jeux olympiques de Montréal ; il est affecté au tournoi de volley-ball. Il retourne à Québec après les Jeux, mais est souvent demandé pour animer des émissions du réseau, comme L'Univers des sports ou Les Héros du samedi. Hors du domaine sportif, il co-anime avec Marie Savane l'émission d'actualités socio-culturelles Québec Magazine en 1980. C'est en 1982 qu'il devient attaché en permanence au Service des sports de Radio-Canada et qu'il quitte donc Québec pour Montréal. Durant cette période, il est animateur du bulletin sportif de fin de soirée, participe aux émissions matinales de Joël Le Bigot et René Homier-Roy et anime des reportages sportifs tels les Grand Prix de Formule 1, des tournois de tennis, des compétitions de patinage artistique (avec Alain Goldberg), la Coupe du monde de soccer de 1986 au Mexique ainsi qu'une douzaine de Jeux olympiques, dont certains à titre de chef d'antenne.
C'est cependant son passage comme animateur de La Soirée du hockey qui le fait le plus connaître du grand public. Arrivé en 1987, il demeure à la barre de l'émission jusqu'à ce que Radio-Canada abandonne la diffusion des matchs de hockey en 2002. Alors il décide de poursuivre sa carrière au réseau privé TQS, devenant animateur de l’émission 110%, qui obtient d'excellentes cotes d'écoute. Dans cette émission, il débat de sujets sportifs avec des entraîneurs, des joueurs ou des journalistes. 
Après la fin de 110% en 2009, Jean Pagé œuvre à TVA Sports où il anime les courses d'IndyCar et le patinage artistique. Il a également animé Québec matin week-end sur les ondes de LCN.
Ses activités de prédilection étaient le tennis et les sports motorisés, en particulier la moto. Il a été un temps président de la Fédération de tennis du Québec. 

### Implication communautaire, maladie et mort
Jean Pagé apprend en 1995 qu'il est atteint d'un cancer de la prostate. Après des traitements, il a bénéficié d'une rémission pendant 22 ans. Dès 2002, il a été porte-parole de Procure, un organisme consacré à la lutte contre le cancer de la prostate au Québec. Au nom de cet organisme, il a été cofondateur de la Marche du Courage en 2007 et initiateur de la Randonnée du Courage Pat Burns.
Une récidive de son cancer est apparue et Jean Pagé est mort à sa résidence de Morin Heights, dans les Laurentides, le 9 décembre 2019. Il était le conjoint de Brigitte Bélanger et avait 4 enfants.

## Distinctions
- 1988 - Prix Gémeaux - Meilleure animation : sports pour L'Univers des sports[9]
- 1991 - Prix Métrostar - Animateur/animatrice - Émission de sports
- 1992 - Prix Métrostar - Animateur/animatrice - Émission de sports
- 1993 - Prix Métrostar - Animateur/animatrice - Émission de sports
- 1994 - Prix Métrostar - Animateur/Animatrice - Émission de sports et Lecteur/Lectrice de nouvelles de sports
- 1995 - Prix Métrostar - Animateur/Animatrice - Émission de sports et Lecteur/Lectrice de nouvelles de sports
- 1996 - Prix Métrostar - Animateur/Animatrice - Émission / Nouvelles du sport
- 1997 - Prix Métrostar - Animateur/Animatrice - Émission / Nouvelles du sport
- 1998
  - Prix Gémeaux - Meilleure animation : sports, conjointement avec Marie-José Turcotte pour Les Jeux olympiques de Nagano - épisode du 12-2-98[9]
  - Prix Métrostar - Animateur/Animatrice - Émission / Nouvelles du sport
- 2019 - Médaille d'honneur de l'Assemblée nationale du Québec[10]